# James Aylward (homme politique)
Pour les articles homonymes, voir James Aylward et Aylward.
James Aylward, né le 12 janvier 1964, est un homme politique canadien, il est élu à l'Assemblée législative de l'Île-du-Prince-Édouard lors de l'élection provinciale de 2011. Il représente la circonscription de Stratford-Kinlock en tant qu'un membre du Parti progressiste-conservateur de l'Île-du-Prince-Édouard.
Le 20 octobre 2017, James Aylward est élu chef du Parti progressiste-conservateur de l'Île-du-Prince-Édouard lors de l'élection interne face à Brad Trivers. Il annonce sa démission de chef du parti le 17 septembre 2018. Dennis King lui succède formellement le 9 février 2019. 